# 日本百合
日本百合（学名：Lilium japonicum），是日本特有的一种百合科百合属植物，原产于日本四国岛和九州岛。其种加词“japonicum”意为“日本的”。日本称之为笹百合，笹在日语中指赤竹一类的小型竹子。

## 特征
日本百合高约30厘米到90厘米，其球根直径大约4厘米。地上茎直立，叶片狭窄较厚。花长10至15厘米，花瓣呈淡粉色至白色，雄蕊6枚，花药、花粉呈红褐色，花丝呈浅绿色，有芳香。花期为六月到七月。果实为蒴果。

## 用途
日本百合的球根可以用来食用，其球根含有18%的淀粉；另外也可以药用，可起到止咳、止痰的作用。
日本百合也常被用来进行人工杂交，以培育新的百合品种。

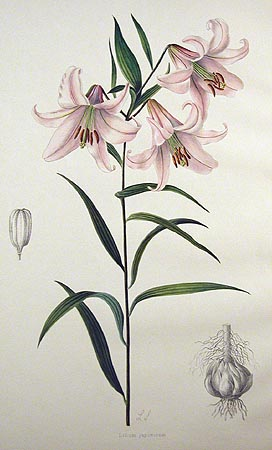
日本百合
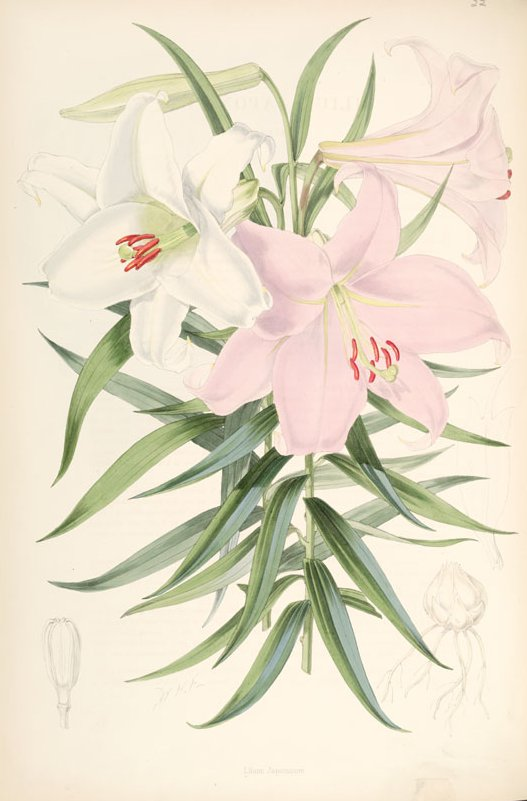
日本百合